# 로우역
로우역(중국어: 羅湖站, 영어: Lo Wu Station)은 홍콩 지하철(MTR) 동철선의 철도역으로, 홍콩의 산가이 박구 로우에 위치해 있다. 로우 역은 선전허(深圳河)와 梧桐河의 교차점에 인접한 국경 폐쇄 지역에 위치하고 있으며, 해당 부속 출입국 관제역( "로우 관제역(羅湖管制站)"으로 불림)은 중국 본토의 뤄후 항(羅湖口岸)을 연결한다. 환승 승객은 유효한 여행 서류를 소지해야 하며, 비환승 승객은 지정된 구역의 변경금구통행서(邊境禁區通行證, 일반적으로 제한 구역 용지(俗稱禁區紙)라고 함)를 가져야 한다. 통제점에 대한 비환승 승객은이 역을 이용하기 전에 MTR에서 발행한 "로우 역 제한구역 통행서(羅湖站限制區通行證)"를 별도로 보유해야한다.이 역으로 가는 유효한 증명서를 소지하지 않은 사람들은 기소 될 수 있다.
또한, 로우 역은 MTR 시스템의 최북단 역이다.

## 역 정보

### 역 구조
| L2    | 매표 대합실                                                  | 고객 서비스 센터, 역내 상점, 화장실, ATM, 「회원 서비스 센터」, 무료 Wi-Fi 핫스팟, 관광 정보 및 서비스 센터, MTR 관광 |
| L1    | 인도교                                                       | 선전에서 로우 역 출항 대합실로 돌아가는 통로                                                                          |
| L1    | 착항 대합실                                                  | 홍콩 이민국 및 홍콩 세관                                                                                              |
| '협층 |                                                              | 로우 역 보고센터 |
| G     | 인도교                                                       | 선전-로우 연검 빌딩                                                                                                   |
| G     | 출항 대합실                                                  | 홍콩 이민국 및 홍콩 세관, 로우 주민 통로, 고객 서비스 센터, 화장실, 역내 상점, 철도 면세점, ATM, 「회원 서비스 센터」 |
| G     | 직통차 궤도                                                  | |
| G     | 상대식 승강장, 오른쪽 출입문이 열림 (승차 전용)              | |
| G     | 동철선 애드미럴티/록마차우 방면(성서이) 동철선 하차용 승강장 | |
| G     | 섬식 승강장(하차 전용, 출항 대합실 까지)                     | |
| G     | 동철선 하차용 승강장 동철선 애드미럴티/록마차우 방면(성서이) | |
| G     | 상대식 승강장, 왼쪽 출입문이 열림 (승차 전용)                | |

### 대합실
로우 역은 세 개의 주요 대합실로 나뉘며, 섬식 승강장 중앙부 북쪽에 있는 출항 대합실(離港大堂, G), 착항 대합실(抵港大堂, L1) 및 매표 대합실(票務大堂, L2)이 있다. 승객 통행 제어를 용이하게하기 위해, 이 역은 일방통행 제어 조치를 구현한다. 역내에는 환승 승객이 담배, 술 및 기타 과세 대상 물품을 구매할 수 있는 철도 면세점이 있다.
또한, 로우 역의 3개 주요 대합실에는 모두 3개의 화장실이 있으며, 그 중 매표 대합실에는 운임 및 비운임 구역 모두 화징실이 있다.

#### 역내 상점과 ATM
로우 역의 출항 대합실과 매표 대합실에는, 편의점, 빵가게, 사탕 가게, 레스토랑, 외화 환전소, 승객 서비스 센터 등이 있다. 또한 로우 역에는 ATM 및 자동 판매기와 같은 셀프 서비스 기기가 있다. 2017년 12월부터 역 대합실의 티켓 기계 중 하나가 알리페이(본토 버전 및 알리페이 홍콩 포함) 및 위챗 지불 티켓 서비스를 제공하기 시작했다.

#### 출국
순서: 승강장 → 출항 대합실(離港大堂)(둘다 G)
열차가 로우 역에 도착하면, 출항 승객은 섬식 승강장에서 하차하고 승강장 북쪽 끝의 출항 대합실로 가야한다. 타이페이 쪽의 출발 홀로 가야하는데, 승객은 한 방향으로만 갈 수 있으며 승강장으로 돌아갈 수 없다. 나온 승객은 홍콩 세관을 통과해야하며, 출국 수속이 완료된 후, 선전 강의 도교를 건너 선전 시의 뤄후 항(羅湖口岸) 연랍 검사 빌딩으로 가고, 중국 세관 (자체 검사를 위해 귀향 카드(回鄉卡) 사용을 요구함) 및 출입국 심사를 마친 후, 건물을 떠나 도시행 버스, 선전 지하철 1호선, 광둥 성으로 가는 승객 셔틀 버스를 타거나, 또는 선전 역까지 걸어서 광저우-선전 시외 전동차를 통해 둥관 및 광저우로 가거나, 선전 역에서 보통 열차를 통해 전국 각지로 이동할 수 있다.
출구 보행자 전용 교량 근처에는 면세점이 있으며, 승객에게 담배 및 주류와 같은 면세 물품을 제공한다.

#### 입국
순서: 착항 대합실(抵港大堂)(L2/L1(본토 주민의 홍콩 방문))→ 매표 대합실(票務大堂)(L2)→ 승강장(G)
반대로, 회항하는 승객은 표 발행국을 확인하기 전에 홍콩 이민국과 홍콩 세관을 통과해야한다. 본토에서 홍콩으로 돌아 오는 승객은, 육교를 통해 뤄후 항에 도착한 후 착항 대합실로 들어오게 되며, 입국 수속을 마친 후, 상층의 로우 역 승강장에 가야한다. 승차권을 구입 한 후(옥토퍼스 카드 없이) 게이트에 입장한 후 열차의 도착 시간을 승강장 운임 지역에서 확인하고, 하층으로 내려가 1번 또는 4번 승강장에서 탑승한다.

### 승강장
이 역은 현재 2개의 상대식 승강장과 1개의 섬식 승강장으로 구성되어있다. 열차가 역에 도착하면 먼저 2번 또는 3번 승강장의 출입문이 열리고, 출입문을 닫은 후 1번 또는 4번의 출입문이 열리는 방식이다. 이런 출입문 개폐 방식은 대한민국 대전 도시철도 판암역의 출입문 개폐방식과 유사하다.
2004년 2차 확장 공사가 완료된 이후, 승객 흐름을 완전한 일방통행 방식으로 제어했는데, 열차가 로우 역에 도착하면, 역무원은 승객을 차에서 내리도록 한 후, 모든 승객은 반드시 제시간에 출발하여 대합실로 가야하는데, 훙함 역 등 다른 역으로 되돌아갈수 없기 때문에 중국 대륙쪽으로 갈수 밖에 없었으며, 당시 로우 역으로 잘못 온 경우에는, 경계간을 잇는 통로를 통해 선전 구역을 거친후 다시 홍콩 구역으로 돌아와야 반대방향 차량에 탑승할 수 있다. 이후 록마자우 지선이 개통된 초기에는, 로우 역으로 잘못 온 승객은, 이 지선을 통해 반대방향 열차를 탈수 있으며, 또한 성서이 및 록마자우 행 열차를 바로 탑승할 수도 있다.
이 승강장의 배치로 인해 역의 대합실에는 승객 흐름을 제어하기 위해 각각 1번,4번 승강장으로 연결되는 2개의 통로가 있다. 승객이 기차를 놓친 후에는 최대 8분 이상 기다려야 한다.
원래 각 승강장 간에 보행자 터널이 연결되었으나, 지금은 재개를 중단했다.

### 출구
| 출구번호     | 인근 목적지 |
| ------------ | --- |
| 出口 · A · 1 | 닥윗라우(得月樓), 리우복 촌(料壆村)                                                                                                  |
|              | - 이 출구는 유효한 제한 구역 용지가 있거나, 경찰의 승인이 있을 때 이용이 가능하다.                                                   |
| 出口 · A · 2 | 로우 촌(羅湖村), 사렝(沙嶺) |
|              | - 이 출구는 유효한 제한 구역 용지가 있거나, 경찰의 승인이 있을 때 이용이 가능하다.                                                   |
| 出口 · B     | 로우 관제역(羅湖管制站), 뤄후 항(罗湖口岸), 뤄후 역(罗湖站), 선전 역(深圳火車站) - 이 출구를 이용하려면 유효한 여행 서류가 필요하다. |

## 인접 역
로우 역은 동철선의 종착역으로, 승객은 훙함 방면 열차를 타고 가우룽과 신제를 방문할 수 있다.
동시에, 로우 역은 뤄후 교를 거쳐 광선 철로 선전 역과 연결되지만, 현재 두 역 간의 열차는 대륙간의 직결 여객열차인 성제직통차(城際直通車)로만 존재한다.
| 중국철로                         | 중국철로        | 중국철로  |
| -------------------------------- | --------------- | --------- |
| 선전 역 광선 철로 광저우 역 방면 | 로우 역 뤄후 교 | 시·종착역 |

## 주요 사고
- 1998년 8월 31일, 성서이 도축장의 지면 굴착 작업 중, 구광철로 로우 역과 성서이 펌프실 사이의 11,000V 지하 전력선이 손상된 사고가 일어났다. 그 결과 로우 역 승강장 전력(대합실 전력 포함) 중단을 초래하였으며, 모든 컴퓨터가 출입 통관 절차 처리를 하지 못해, 수많은 승객들이 대합실과 승강장에 머물러 있게 되었다. 정오까지 복구 작업이 이어졌고, 이후 정상화되었다.[3]。

## 연결 교통
철도：
- 중국 선전 지하철 1호선：뤄후 역
- 중국 광선 철로：선전 역

## 역사
1949년 10월 1일 이전에는 국경이 자유로 웠기 때문에, 구광철로는 로우 역 없이 무정차 통과하여 운행을 시작했다. 1949년 10월 14일 중국 공산당에 의한 광저우시와 둥관 현의 통제에 대응하여 구광철로국은 같은 날에 국경 간 운행을 종료하고, 종착역으로 로우 역을 설치한다고 발표했다. 승객은 로우 역에서 하차한 후 뤄후 교 지나 중국 본토로 들어서야한다. 로우 역의 시설은 다소 조잡하고 많은 국경 여행객을 처리할 수 없기 때문에, 1981년에 보행자용 인도교가 추가되었고, 1987년에 역이 확장되어 추가 승강장을 제공했다.
성서이 역과 로우 역 사이를 돌아다니는 승객을 막기 위해, KCRC는 2004년 로우 역의 두 번째 확장 공사를 완료했다. 대합실에서 섬식 승강장 사이의 에스컬레이터와 계단을 철거했고, 1번 승강장을 변형하고, 2,3번 승강장을 확장하고, 4번 승강장을 추가로 설치했다.
- 대합실 (1997년)
- 두 철도회사 합병 전의 승강장 (2006년)
- MTR 이후 승강장 (2008년)

## 같이 보기
- 뤄후역 (선전시)